# Triacetelus sericatus
Triacetelus sericatus är en skalbaggsart som beskrevs av Bates 1892. Triacetelus sericatus ingår i släktet Triacetelus och familjen långhorningar.
Artens utbredningsområde är:
- El Salvador.
- Honduras.

Inga underarter finns listade i Catalogue of Life.